# Pseudophoxinus caralis
Espèce
Pseudophoxinus caralis (Beysehir minnow, en anglais) est un poisson d'eau douce de la famille des Cyprinidae.

## Répartition
Pseudophoxinus caralis est endémique du bassin du lac de Beyşehir en Turquie.

## Publication originale
- Battalgil, 1942 : Türkiye tatli su baliklari hakkinda. Contribution à la connaissance des poissons des eaux douces de la Turquie. Revue de la Faculté des Sciences de l'Université d'Instanbul, sér. B - Sciences Naturelles, vol. 7, n. 4 p. 287-306[4].